# Mağusa Türk Gücü
Mağusa Türk Gücü ist ein türkisch-zyprischer Fußballverein aus Famagusta (Gazimağusa) in der Türkischen Republik Nordzypern.

## Geschichte

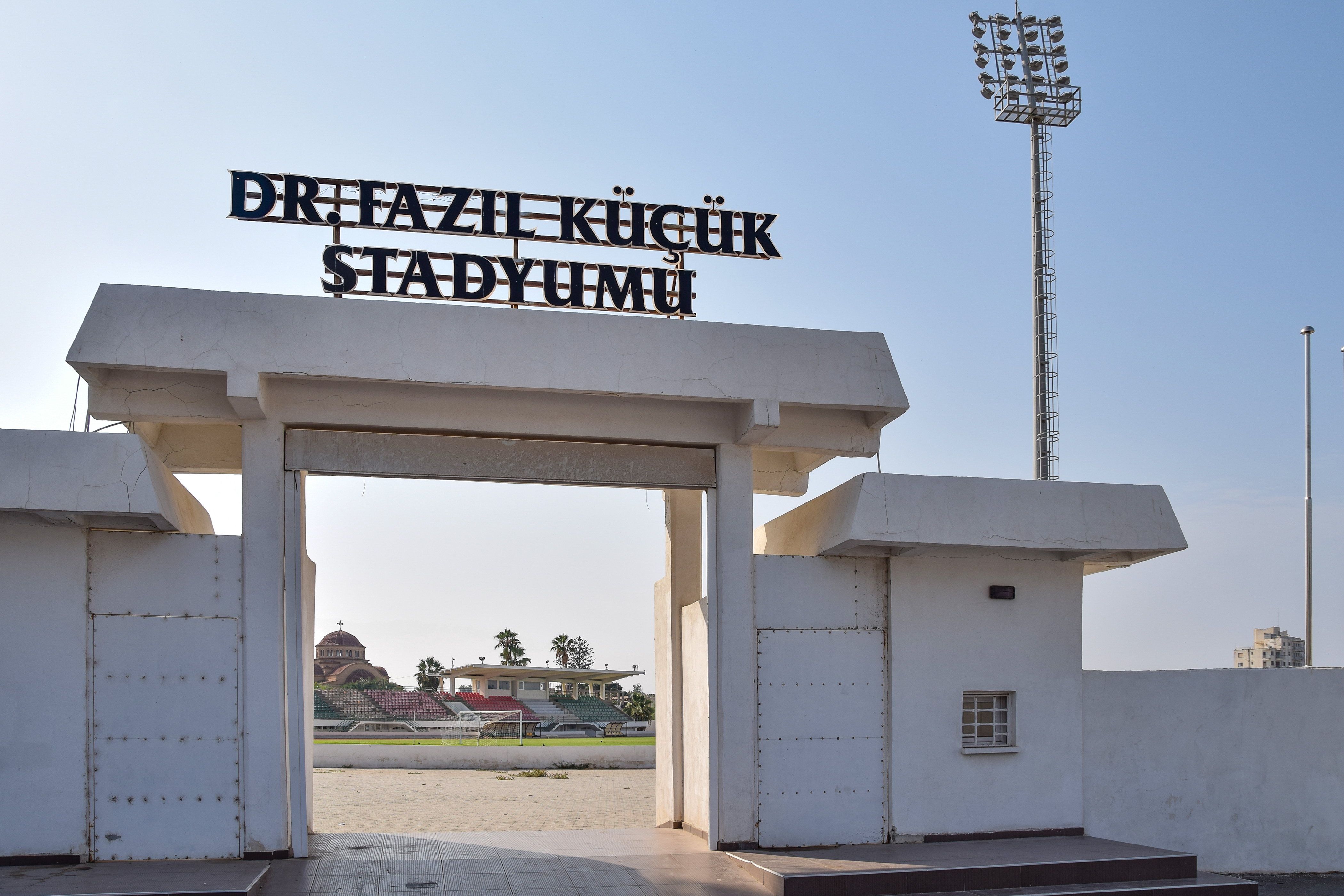
Das 5000 Zuschauer fassende Dr. Fazıl Küçük Stadion

Der 1945 gegründete Verein gewann bisher 14 Mal die Kuzey Kıbrıs Süper Ligi, die höchste zyperntürkische Liga, sowie sechs Mal den nationalen Pokal. Die Klubfarben sind gelb und grün. Das Heimstadion des Vereins ist das 5000 Zuschauer fassende Dr. Fazıl Küçük Stadion. Die Serie von sechs Meisterschaften von 2019 bis 2025 ist die längste Meisterserie in der Geschichte des zyperntürkischen Fußballs. Seit der Saison 2024/25 ist man nordzypriotischer Rekordmeister (zusammen mit Çetinkaya TSK).

## Erfolge
- Nordzyprischer Meister (14):  1969, 1977, 1979, 1980, 1982, 1983, 2006, 2016, 2019, 2020, 2022, 2023, 2024, 2025
- Nordzyprischer Pokalsieger (6): 1982, 1983, 2006, 2016, 2019, 2022

## Sonstige
Der Verein besitzt neben der Fußballabteilung eine Volleyball- und eine Schachabteilung.